# Aeropuerto Internacional de Bandar Abbás
El Aeropuerto Internacional de Bandar Abbás (IATA: BND, OACI: OIKB) es un aeropuerto en Bandar Abbás, la capital de la provincia de Hormozgán en Irán.

## Aerolíneas y destinos
| Aerolíneas            | Destinos                                                                                   |
| --------------------- | ------------------------------------------------------------------------------------------ |
| Aria Air              | Kish, Dubái                                                                                |
| Ata Airlines          | Teherán-Mehrabad                                                                           |
| Fars Air Qeshm        | Kish, Teherán-Mehrabad, Dubái                                                              |
| Sepahan Airlines      | Bushehr, Chabahar, Isfahán, Kermán, Kish, Teherán-Mehrabad, Doha, Dubái                    |
| Iran Air              | Ahvaz, Chabahar, Isfahán, Sari, Shiraz, Tabriz, Teherán-Mehrabad, Yazd, Dubái              |
| Iran Air Tours        | Abadán, Isfahán, Kermanshah, Mashhad, Shiraz, Bagdad, Zahedán                              |
| Iran Aseman Airlines  | Isfahán, Kermanshah, Mashhad, Nowshahr, Rasht, Shiraz, Teherán-Mehrabad, Yazd, Doha, Dubái |
| Iranian Naft Airlines | Ahvaz                                                                                      |
| Kish Air              | Abu Musa, Kish, Dubái                                                                      |
| Mahan Air             | Mashhad, Teherán-Mehrabad                                                                  |
| Qeshm Air             | Kish                                                                                       |
| Saudia                | En temporada: Yeda, Medina                                                                 |
| Zagros Airlines       | Mashhad                                                                                    |

## Incidentes
- El Vuelo 655 de Iran Air despegó de Bandar Abbás el 3 de julio de 1988, sólo para ser derribado por el USS Vincennes de la Armada de los Estados Unidos, matando a las 290 personas a bordo.